# 鳳梨釋迦

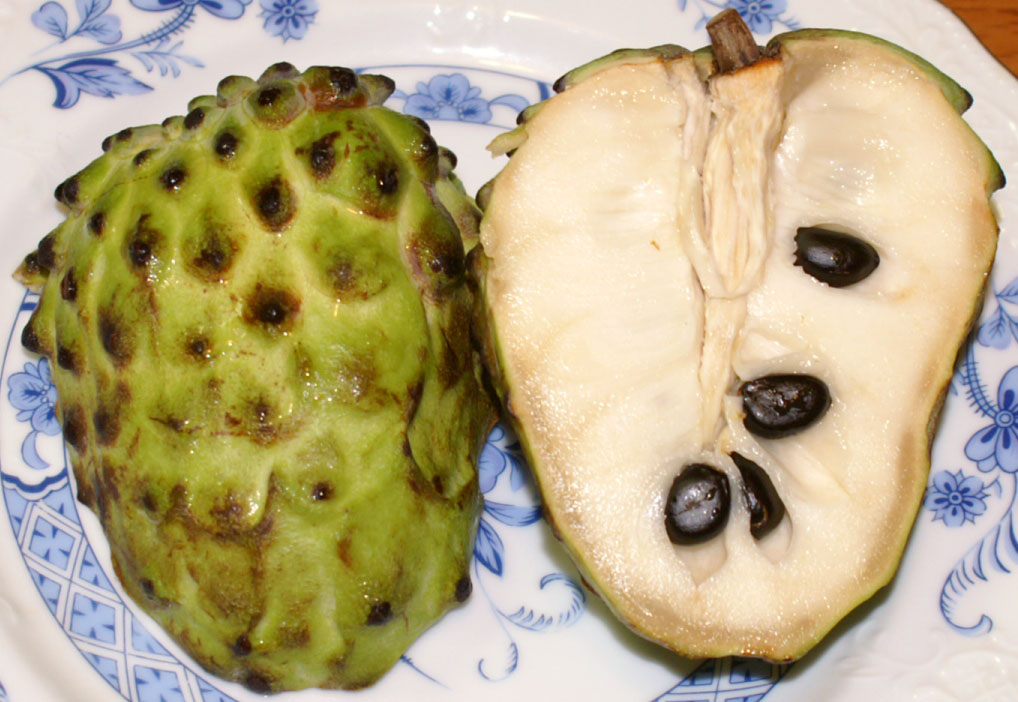

鳳梨釋迦（英文：atemoya、Annona × atemoya 或 Annona squamosa × Annona cherimolae）是原產於熱帶美洲並且廣泛分佈在熱帶及亞熱帶地區的釋迦（Annona squamosa），與原產於南美安地斯山脈的高海拔地區的秘魯番荔枝 （Annona cherimola），雜交產生的番荔枝屬水果。在古巴被稱為 anón，在委內瑞拉被稱為 chirimorinon。在以色列和黎巴嫩，稱為 achta，但在以色列也常稱為 annona 。在坦桑尼亞則叫 stafeli dogo。
一般釋迦的果實為成熟後可直接剝開食用的聚合果，而鳳梨釋迦果實呈心臟型或是圓錐狀，外表為淡綠色，呈現凹凸不平的鱗片狀，果形較大但聚合果之間並不分離，難以直接剝開食用；種子黑色有毒，不可食。未軟熟前在室溫下通風保存可存放3～5天。果實還未完全軟熟前，不能放進冰箱冷藏，否則就會停止進展到軟熟的階段。軟熟後放入冰箱還能保存約3~7天。

## 種植
2011年，在巴西有約1200公頃土地用於種植鳳梨釋迦。台灣的鳳梨釋迦品種是從以色列、澳洲等地引進並加以改良。最初引進的Gefener品種，樹形高大產量大，但夏秋季（7-11月）採後易裂果，經臺東區農業改良場應用番荔枝產期調節技術，改為生產冬期果，進而減少採摘後裂果現象，並陸續引進其他品種。在臺灣的種植面積，2020年共有2856.46公頃，其中以臺東縣種植面積（2,815.19公頃）最大，主要分布於臺東市卑南地區、太麻里鄉、東河鄉等地。
番荔枝屬果樹因花朵具雌雄異熟之特性，且果實為聚合果，自然授粉著果率偏低且畸形果率高，因此種植的鳳梨釋迦主要使用人工授粉。鳳梨釋迦除可用本身花粉授粉，亦可以番荔枝軟枝品系及「臺東 2 號」之花粉為授粉源；花粉種類會影響果實大小及成熟期，使用番荔枝軟枝品系花粉，其果實會比使用鳳梨釋迦花粉的果實提早一週採收。此外也可利用夜間燈照、修枝等技術微調產期。
鳳梨釋迦雖然可以種子繁殖，但成長需時多年，故農民將鳳梨釋迦枝條嫁接於一般釋迦，隔年就能長出鳳梨釋迦。有農民於釋迦植株上僅高接少量鳳梨釋迦枝條，夏季可採收一般釋迦夏期果，冬季則採收鳳梨釋迦及一般釋迦果實。
中華民國於2003年開始外銷鳳梨釋迦，目前是世界上主要的鳳梨釋迦生產及出口國。臺灣生產的鳳梨釋迦有90%外銷，主要市場為中華人民共和國，2016年占鳳梨釋迦整體出口量的 99.4%。其他市場還有香港、澳門、印尼、馬來西亞、新加坡、巴林、埃及、加拿大等。

## 營養價值
鳳梨釋迦的糖度一般可達20度以上，且含有維生素C、鉀、鈣、鎂、磷。維生素C的含量是芭樂的8倍，但糖尿病患者和慢性病患者應尋求醫療意見建議最佳攝取量。

## 外部連結
维基共享资源上的相關多媒體資源：Annona × atemoya
 維基物種上的相關：鳳梨釋迦